# Totò il buono
Totò il buono è un libro di Cesare Zavattini nato come soggetto per un film con Totò protagonista. Il 29 settembre Zavattini pubblicava infatti sulla rivista Cinema il soggetto cinematografico Totò il buono, e lo faceva firmare anche ad Antonio de Curtis (Totò). Era pensando a lui che aveva scritto il soggetto, e il sogno di Zavattini sarebbe stato di dirigere lui stesso il film e imporre Totò come protagonista. Questo soggetto per varie ragioni non sarà mai realizzato. Nel frattempo Zavattini trasformava il soggetto in romanzo e il 14 maggio 1942 ne iniziava la pubblicazione in otto puntate sulla rivista Tempo. Il 10 maggio 1943, usciva come pubblicazione autonoma (era il suo quarto libro) Totò il Buono. Romanzo per ragazzi (che possono leggere anche gli adulti). Il sottotitolo era stato inserito dall'editore Bompiani. L'8 febbraio 1951 usciva il film di Vittorio De Sica Miracolo a Milano, con soggetto di Zavattini, tratto dal suo "romanzo" Totò il buono per la sceneggiatura di Cesare Zavattini e Vittorio De Sica, in collaborazione con altri autori (Adolfo Franci, Suso Cecchi D'Amico, Mario Chiari). 

## Trama
Il romanzo vede come protagonista un uomo nato sotto un cavolo. Nella storia si inseriscono anche due angeli custodi che danno all'uomo il potere di compiere miracoli per un giorno. Suoi comprimari sono Rap, Eleuterio e Bib, che condividono con lui una surreale quanto povera esistenza.
Il racconto è ambientato nella cittadina di Bamba, molto simile in tanti aspetti alle controverse metropoli italiane dell'epoca, con i loro borghetti di baracche e i loro moderni edifici residenziali.